# La Vallée-du-Sausseron (tổng)
Tổng la Vallée-du-Sausseron là một tổng, thuộc tỉnh Val-d'Oise trong vùng Île-de-France.

## Các xã
- Auvers-sur-Oise (thủ phủ)(6 820 dân)
- Ennery (2 036 dân)
- Butry-sur-Oise (1 969 dân)
- Nesles-la-Vallée (1 829 dân)
- Valmondois (1 213 dân)
- Vallangoujard (635 dân)
- Hérouville (598 dân)
- Génicourt (544 dân)
- Labbeville (489 dân)
- Frouville (373 dân)
- Livilliers (367 dân)
- Hédouville (283 dân)